# دانشگاه سرزمین‌های غربی
دانشگاه سرزمین‌های غربی ((به لهستانی: Uniwersytet Ziem Zachodnich مخفف UZZ) که به عنوان دانشگاه منطقه غربی یا دانشگاه سرزمین‌های غربی نیز شناخته شده‌است)، یک دانشگاه زیرزمینی لهستانی در لهستان اشغالی در طول جنگ جهانی دوم بود. این دانشگاه اکثراً از استادان دانشگاه آدام میکیویچ در پوزنان تشکیل شده بود که توسط نازی‌ها اخراج شده بودند و شامل ۱۷ واحد مختلف از جمله دانشکده پزشکی و جراحی بود. این دانشگاه عمدتاً از سال ۱۹۴۰ تا ۱۹۴۴ در ورشو فعالیت می‌کرد و شاخه‌هایی در کیلتس، ینجه‌یوف، چنتستوخووا و میلانووک داشت.

## تاریخچه و عملیات
دانشگاه سرزمین‌های غربی در اکتبر ۱۹۴۰ به عنوان ابتکار وزرات آموزش و پرورش، دولت زیرزمینی لهستان تأسیس شد. از جمله کسانی که در تأسیس دانشگاه نقش داشتند ماکسیمیلیان راد، لودویک یاکسا بیکوفسکی، ولادیسلاو کوالنکو، رومن پولاک (اولین رئیس بخش انسان گرایی) ویتولد ساویکی بودند. از دیگر استاید برجسته می‌توان یوزف رافاک (اولین رئیس بخش حقوقی) رومن ریبارسکی، ولادیسلاو کوالسکی (رئیس گروه الهیات) برونیسلاو کوسکوفسکی (رئیس بخش داروسازی) آدام ورزوسک (رئیس گروه پزشکی) را نام برد که اکثر اعضای هیئت علمی دانشگاه پوزنان بودند که توسط نازی‌ها از دانشگاه لهستان اخراج شدند، و آن یک دانشگاه فقط آلمانی شد. این دانشگاه در ورشو فعالیت می‌کرد و باسایر دانشگاه‌های زیر زمینی ورشو همکاری می‌کرد.
با گذشت زمان، دانشگاه ۱۷ واحد مختلف از جمله ۶ بخش جدید را افتتاح کرد. در سال‌های ۱۹۴۲ و ۱۹۴۳ بخش خای انسان‌شناسی و حقوق دانشگاه به بخش‌های الهیات، پزشکی، داروسازی، کشاورزی پیوست. گروه داروسازی در آن دوره ۲۱۵ دانشجو تا اواسط سال ۱۹۴۴ داشت. بخش انسان‌شناسی ۳۲ سخنران و ۱۶۸ دانشجو داست، دپارتمان پزشکی که در سال‌های ۱۹۴۲ تا ۱۹۴۳ ایجاد شده بود با ۶۱۰ دانشجو و ۹۵ مدرس بود که در سال‌های ۱۹۴۳ تا ۱۹۴۴ یکی از بزرگترین بخش‌ها بود. گروه الهیات فقط ۵ مدرس و ۲۰ دانشجو داشت. بخش حقوق دانشگاه محبوب‌ترین بخش بود. سال ۱۹۴۳ تا ۱۹۴۴ بیش از ۶۰۰ دانشجو داشت. این گروه ۵۴ مدرک کارشناسی ارشد و یک مدرک دکترا اعطا کرد.
به‌طور کلی در سال ۱۹۴۳/۱۹۴۴ دانشگاه حدود ۱۲۰۰ دانشجو داشت. در سال ۱۹۴۳/۱۹۴۴ دانشگاه اولین شعبه‌های خود خارج از ورشو را در چنتستوخووا و کیلتس افتتاح کرد. به‌طور کلی دانشگاه در اکثر بخش‌های دولت عمومی مانند میلانووک، گروجیسک مازوویتسکی، رادومسکو، چنتستوخووا، کیلتس، ینجه‌یوف، اوستروویتس شوینتوکژسکی، و کراکوف حضور داشت. دانشگاه در طول دوره فعالیت خود ۹۵ مدرک کارشناسی ارشد، ۵ مدرک دکترا و ۵ مدرک شایستگی (درجه علمی) اعطا کرد. ایجاد بخش‌های جدید در دانشگاه به دلیل هرج و مرج و قیام ورشو منتفی شد. در نهایت یک باشگاه زیر زمینی وکلا ایجاد شد که بحث‌های فعالی را ارائه می‌کرد.
این دانشگاه تا آغاز قیام ورشو در اوت ۱۹۴۴ فعال بود.بسیاری از دانشجویان این دانشگاه در قیام ورشو فعالیت داشتند.حدود نیمی از اعضای هیئت علمی دانشگاه در قیام ورشو از بین رفتند و در نهایت شهر تبدیل به ویرانه شد. پس از شکست قیام دانشگاه در دوره ۱۹۴۴/۱۹۴۵ در خارج از ورشو بسیار محدود فعالیت می‌کرد. با پایان جنگ شهر پوزنان در نهایت به لهستان بازگردانده شد و فعالیت خود را از سر گرفت. دانشگاه آدام میکیویچ در پوزنان فعالیت‌های دانشگاه سرزمین‌های غربی را دوره ای از تاریخ جنگ خود می‌داند.
در طول تاریخ کوتاه خود دانشگاه دو رئیس داشت لودویک جکسا بیکوفسکی (۱۹۴۰–۱۹۴۳) و رومن پولاک (۱۹۴۳–۱۹۴۵).